# エーケレー市

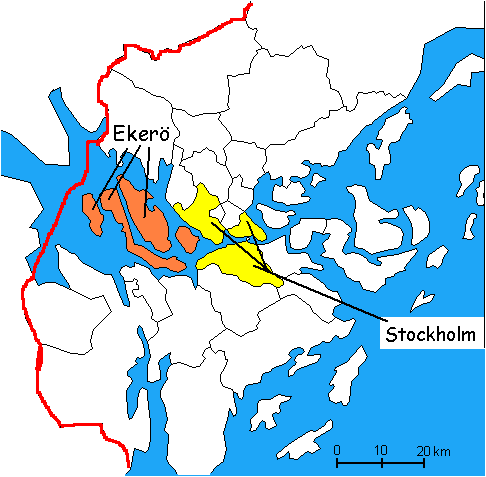
ストックホルム県におけるエーケレー市の位置（オレンジ色の地域）

エーケレー市章

エーケレー市（エーケレーし、スウェーデン語: Ekerö kommun）は、スウェーデンのストックホルム県にある市。県西部の、メーラレン湖上に浮かぶ島々からなる。2021年12月31日現在の人口は29,096人（スウェーデン統計局調べ）、面積は 384 km2である。